# Petrikirche (Chemnitz)

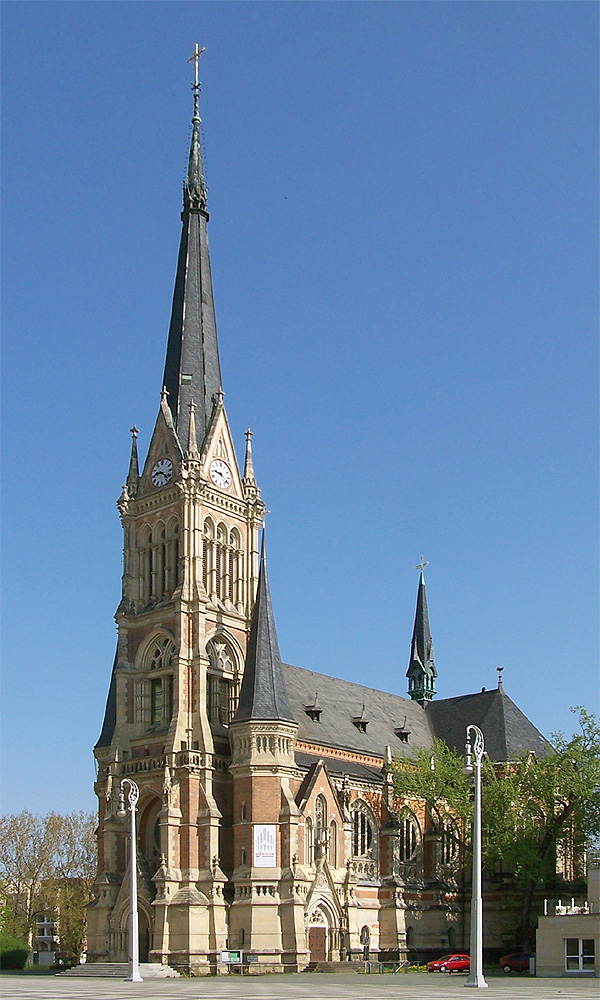
Petrikirche Chemnitz

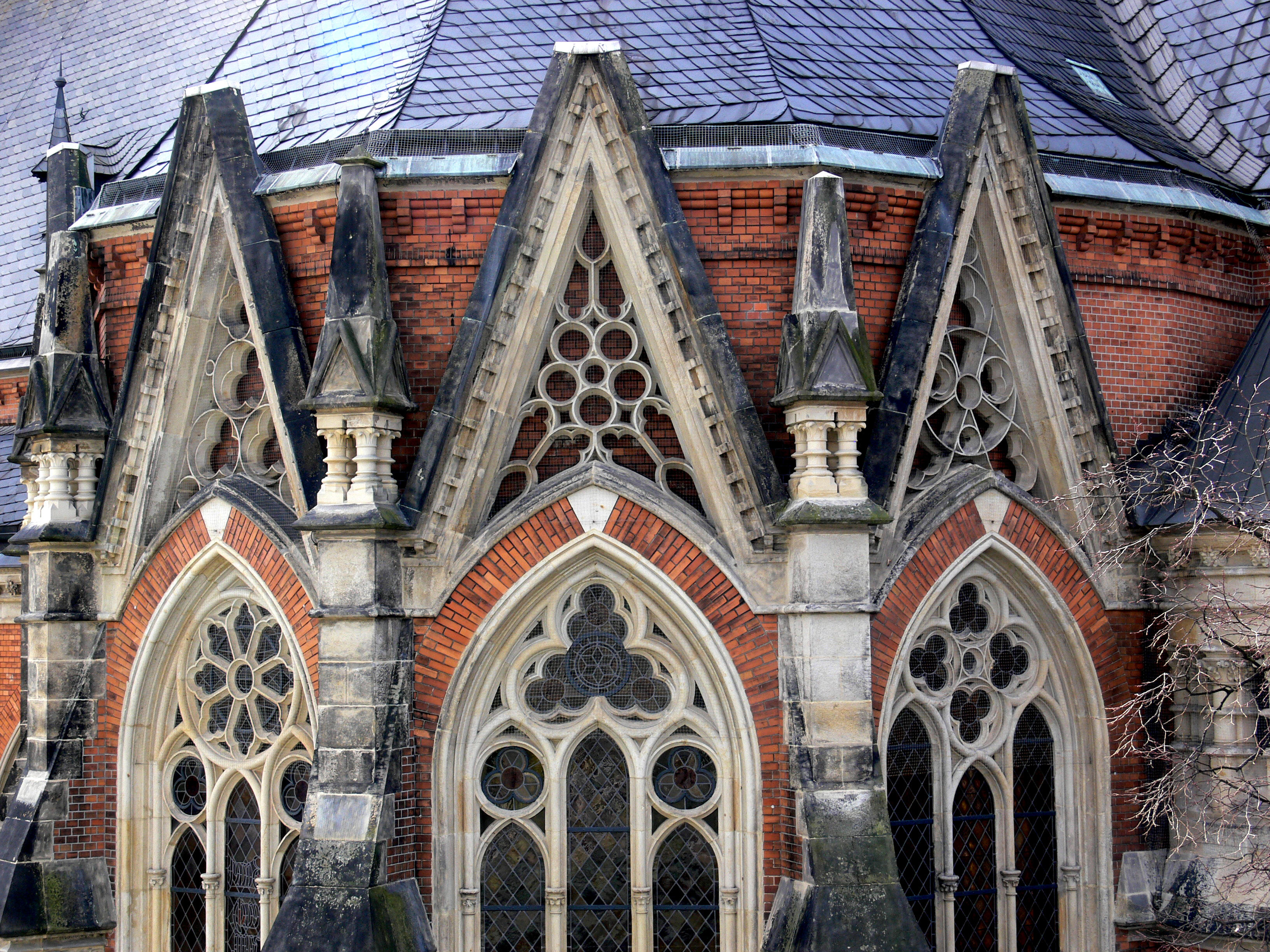
Detailaufnahme der Rückseite

Die Petrikirche ist ein evangelischer Kirchenbau in Chemnitz, der von 1885 bis 1888 nach einem Entwurf des Leipziger Architekten Hans Enger als neugotische Hallenkirche errichtet wurde. Die Kirche steht am Theaterplatz und damit in unmittelbarer Nähe des Opernhauses und der Kunstsammlungen Chemnitz.
Die Kirche mit 1200 Sitzplätzen besteht aus Sandstein und Backstein, ist 59 m lang und 36 m breit. Ihre eiserne Dachstuhl-Konstruktion wurde von der Königin-Marien-Hütte gefertigt, die heutigen Turmglocken stammen aus der im Krieg zerstörten Lukaskirche.
Sie ist neben der Schloßkirche eine von zwei Kirchen der St.-Petri-Schloßkirchgemeinde in der Evangelisch-Lutherischen Landeskirche Sachsens.

## Geschichte
Zeitgleich mit der St.-Pauli-Gemeinde wurde 1875 die Parochie St. Petri von der Muttergemeinde St. Johannis abgetrennt. Ein eigenes Gotteshaus erhielt die nun eigenständige Gemeinde jedoch erst ein Jahrzehnt später.
Der Rat der Stadt Chemnitz schenkte der Kirchengemeinde am 16. April 1883 ein 1200 m² großes Grundstück am Schillerplatz. Zwei Jahre später, am 23. Juli 1885, erfolgte die Grundsteinlegung, nachdem in einem Architektenwettbewerb aus 58 eingegangenen Entwürfen der des Leipziger Architekten Hans Enger siegreich hervorgegangen war. Am 18. August 1887 wurde das goldene Turmkreuz in 82 m Höhe aufgesetzt und am 1. Dezember desselben Jahres fand die Glockenweihe statt.
Der Bau der Kirche kostete insgesamt 700.000 Mark.

## Beschreibung
„Das herrliche Portal mit dem großen Relief am Wimperg darüber, das den Spruch: ‚Kommet her zu mir alle, die ihr mühselig und beladen seid‘ bildlich darstellt und das, wie der übrige Skulpturenschmuck der Kirche, nach den Gipsmodellen des Bildhauers Werner Stein (Leipzig) gefertigt ist, die dem Hauptturm flankierenden Treppentürme, die geschlossenen Querschiffe, die an den Altarraum sich anlehnenden Polygonanbauten für Sakristei und Taufkapelle, die großen, mit flachen Spitzbogen überdeckten Rosettenfenster zur Beleuchtung des Mittelschiffes, das alles vereint sich zu einem harmonischen Gesamtbild und verleiht der St. Petrikirche ein ganz besonders eigenartiges Gepräge.“

### Innenraum
„Dem entspricht dann auch das prächtige Innere des 1200 Sitzplätze fassenden Gotteshauses. Bis zu 22 Meter erhebt sich in der Vierung das breite Haupt- und Mittelschiff; durch die großen Mosaikfenster strömt das gedämpfte Licht des Tages in den geweihten Raum. In den hochemporstrebenden Spitzbogenfenstern der Apsis leuchten herrliche Glasmalereien, die die Geburt, Kreuzigung und Auferstehung des Herrn darstellen und, wie die Figurenfenster der Taufkapelle, aus dem Atelier der Hofglasmaler Hertel & Lersch in Düsseldorf hervorgegangen sind. Von der farbigen Ausstattung des Altarraumes und seiner Überwölbung heben sich Altar, Kanzel, Taufstein und Lesepult, die in feinem, weißem, französischem Kalkstein und in Zöblitzer Serpentinstein gehalten sind, wirkungsvoll ab. Den Altar zieren zwei schöne Reliefs, die Opferung Isaaks und Christus in Gethsemane darstellend; Statuetten der vier Evangelisten schmücken die Kanzel, zwei andere, Luther und Melanchthon, die Orgelempore, alle nach den Entwürfen des Leipziger Bildhauers Werner Stein aus der Meisterhand des Bildhauers Peter Horst (Leipzig) hervorgegangen, während der schöne Taufstein dem Architekten Theodor Roschig (Chemnitz) entstammt.“

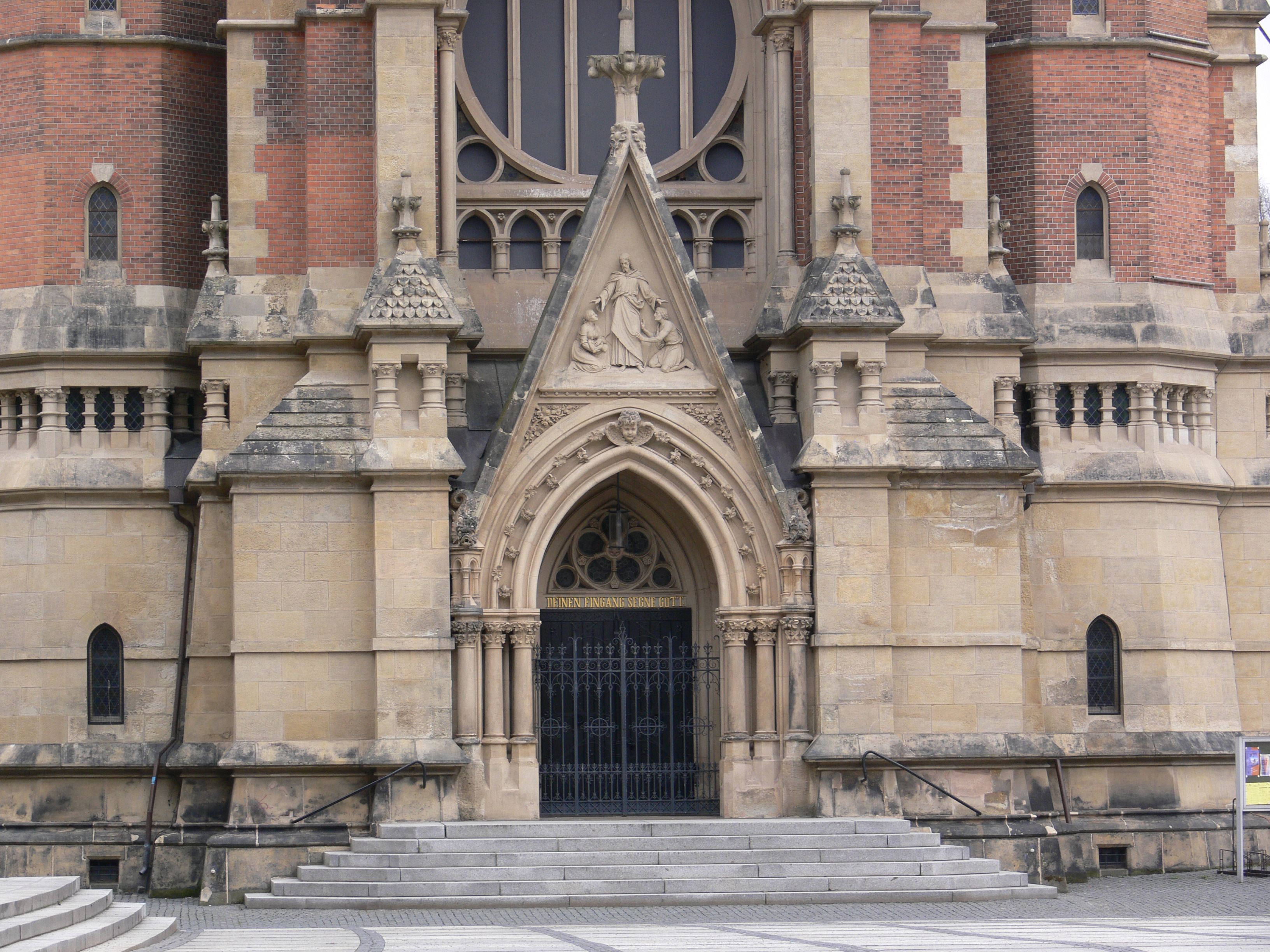
Portal der Petrikirche
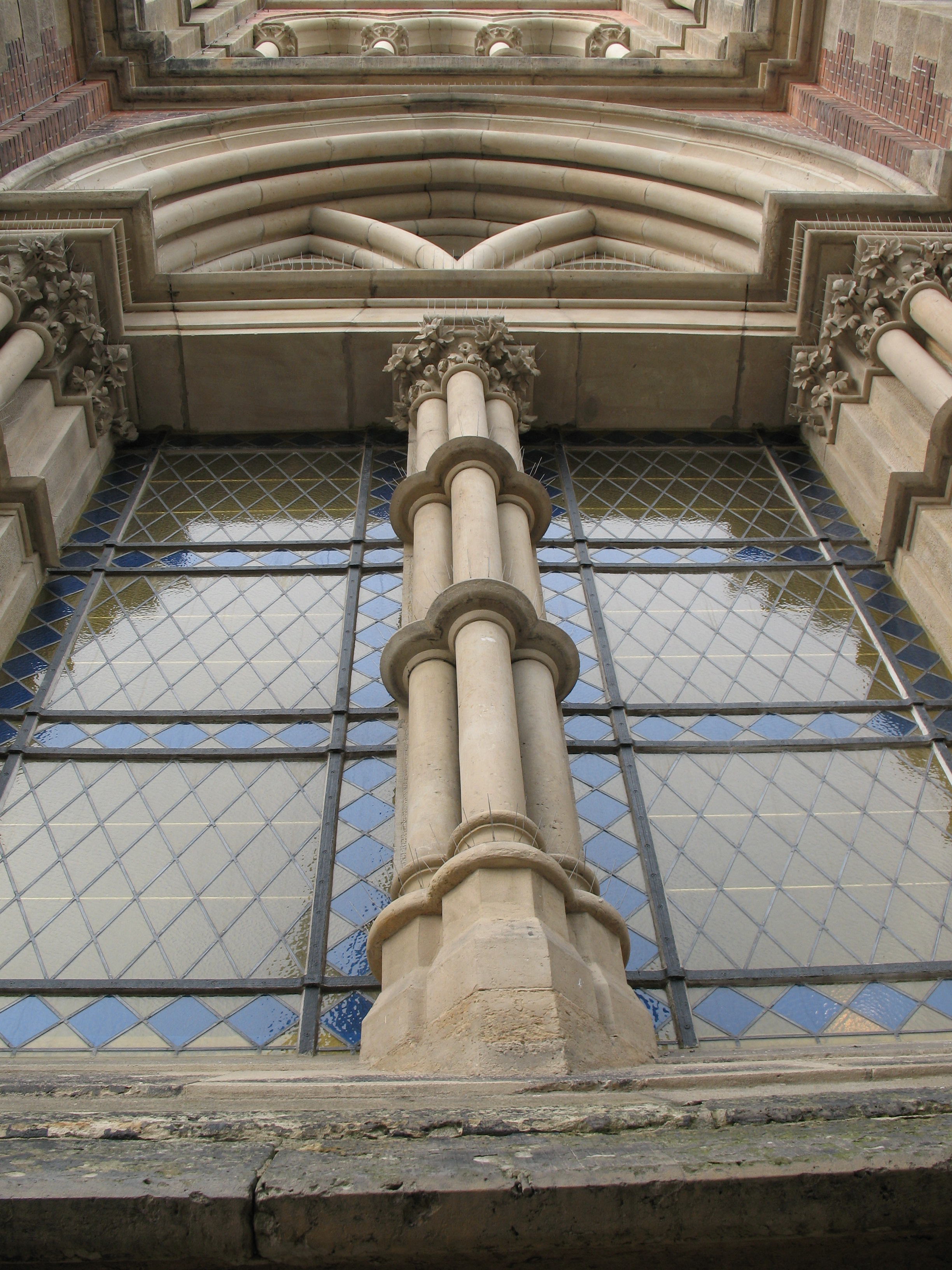
Restauriertes Turmfenster (Außenansicht)
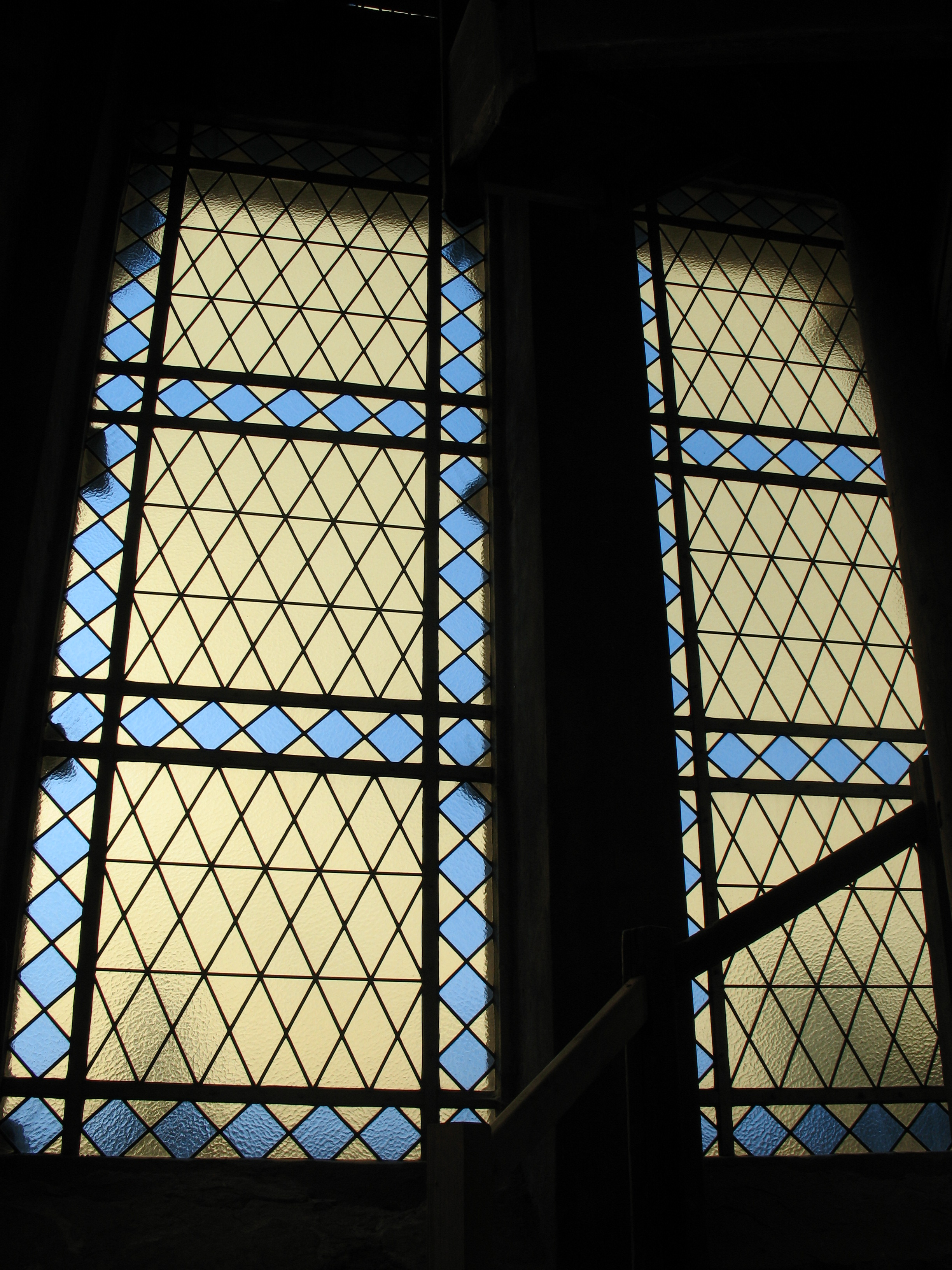
Restauriertes Turmfenster (Innenansicht)

### Orgel

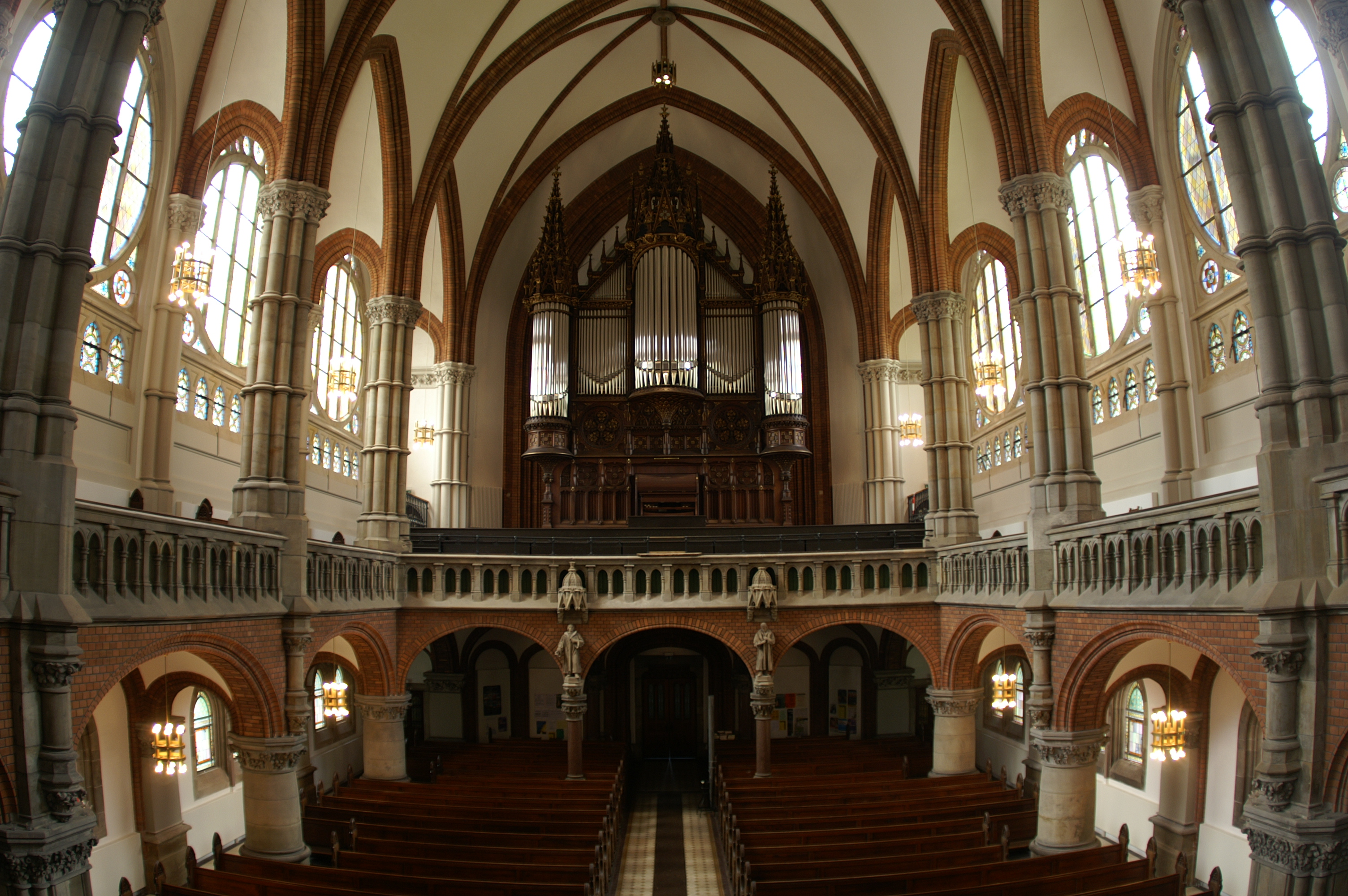
Petrikirche Blick auf den Orgelprospekt 2008

Die Orgel wurde von der Orgelbauwerkstatt Friedrich Ladegast in Weißenfels mit damals 57 Registern auf drei Manualen und Pedal mit 3902 Pfeifen gebaut und zusammen mit der Kirche am 18. Oktober 1888 geweiht. Das Instrument wurde im vergangenen Jahrhundert zweimal durch die Dresdner Orgelbauwerkstatt Gebrüder Jehmlich umgebaut. Zuerst ersetzte Jehmlich die mechanische Spielanlage Ladegasts 1913 durch pneumatische Kegelladen und einen pneumatischen Spieltisch, machte das II. Manual schwellbar, änderte die Disposition, platzierte die Vox humana separat in einem schwellbaren Fernwerk, und barockisierte die Orgel beim zweiten Umbau in den 1950er Jahren.
Der Zustand der Orgel verschlechterte sich sehr. Die Firma A. Schuke plante in der Mitte der 1970er Jahre einen kompletten Neubau; der mangelhafte Bauzustand der Kirche verhinderte diesen jedoch. 1987 verstummte die Orgel im Rahmen der durch Baumängel bedingten Schließung der Kirche; die Steuerleitungen zwischen dem Spieltisch und der Orgel wurden gekappt.
Nach der Wende und der Instandsetzung der Kirche stand ein Orgelneubau wiederum zur Debatte. Man entschied jedoch auf eine Weiternutzung der vorhandenen historischen Substanz (u. a. Prospekt und ca. 1⁄3 der Pfeifen von Ladegast). Da Aufzeichnungen zur 1913 entfernten, mechanischen Spielanlage Ladegasts fehlten, erschienen nur eine Restaurierung der pneumatischen Trakturen und Windladen, und somit eine Rückführung der Orgel in den Zustand von 1913 machbar. Diese erfolgte ab Oktober 2007 durch die Firma Vleugels. Die Restaurierung wurde mit der Spendenaktion „Eine Königin für Chemnitz“ unterstützt. Am 19. Oktober 2008, zum 120. Kirchweihjubiläum, erklang die Orgel im Rahmen eines Festgottesdienstes erstmals wieder. Sie ist für die Installation eines zweiten Spieltischs mit elektrischer Traktur vorbereitet.
| I Hauptwerk C–a3 |                |     |
| 1.               | Principal      | 16′ |
| 2.               | Bordun         | 16′ |
| 3.               | Principal      | 8′  |
| 4.               | Gemshorn       | 8′  |
| 5.               | Gamba          | 8′  |
| 6.               | Flöte          | 8′  |
| 7.               | Bordun         | 8′  |
| 8.               | Octave         | 4′  |
| 9.               | Rohrflöte      | 4′  |
| 10.              | Gemshorn       | 4′  |
| 11.              | Doublette II   | 2′  |
| 12.              | Cornett III-IV | 4′  |
| 13.              | Mixtur IV      | 2′  |
| 14.              | Scharf V       | 2′  |
| 15.              | Trombone       | 16′ |
| 16.              | Trompete       | 8′  |

| II Schwellwerk C–a3 |                   |       |
| 17.                 | Quintatön         | 16′   |
| 18.                 | Principal         | 8′    |
| 19.                 | Rohrflöte         | 8′    |
| 20.                 | Viola d’amour     | 8′    |
| 21.                 | Concertflöte      | 8′    |
| 22.                 | Fugara            | 8′    |
| 23.                 | Octave            | 4′    |
| 24.                 | Gedackt           | 4′    |
| 25.                 | Flauto dolce      | 4′    |
| 26.                 | Quinte            | 2 ⁄3′ |
| 27.                 | Waldflöte         | 2′    |
| 28.                 | Progressio III-IV | 1 ⁄3′ |
| 29.                 | Oboe              | 8′    |

| III Schwellwerk C–a3 |                    |        |
| 30.                  | Liebl. Gedackt     | 16′    |
| 31.                  | Geigenprincipal    | 8′     |
| 32.                  | Doppelflöte        | 8′     |
| 33.                  | Salcional          | 8′     |
| 34.                  | Aeoline            | 8′     |
| 35.                  | Liebl. Gedackt     | 8′     |
| 36.                  | Vox coelestis      | 8′     |
| 37.                  | Zartflöte          | 8′     |
| 38.                  | Viola              | 4′     |
| 39.                  | Traversflöte       | 4′     |
| 40.                  | Piccolo            | 2′     |
| 41.                  | Terz               | 1 3⁄5′ |
| 42.                  | Harm. aetherea III | 2 ⁄3′  |
| 43.                  | Clarinette         | 8′     |
| 44.                  | Vox humana         | 8′     |

| Pedal C–f1 |               |         |
| 45.        | Majorbass     | 32′     |
| 46.        | Contrabass    | 16′     |
| 47.        | Subbass       | 16′     |
| 48.        | Violonbass    | 16′     |
| 49.        | Gedacktbass   | 16′     |
| 50.        | Quintbass     | 10 2⁄3′ |
| 51.        | Octavbass     | 8′      |
| 52.        | Cellobass     | 8′      |
| 53.        | Flötenbass    | 8′      |
| 54.        | Octavbass     | 4′      |
| 55.        | Flötenbass    | 4′      |
| 56.        | Posaune       | 16′     |
| 57.        | Trompetenbass | 8′      |
| 58.        | Clarine       | 4′      |

- Koppeln:
  - Normalkoppeln: II/I, III/I, III/II, I/P, II/P, III/P
  - Superoktavkoppeln: II/I, III/II
  - Suboktavkoppel: III/II
- Nebenregister:
- Spielhilfen: Generalkoppel, Crescendowalze.

### Glocken

#### Erstes Geläut

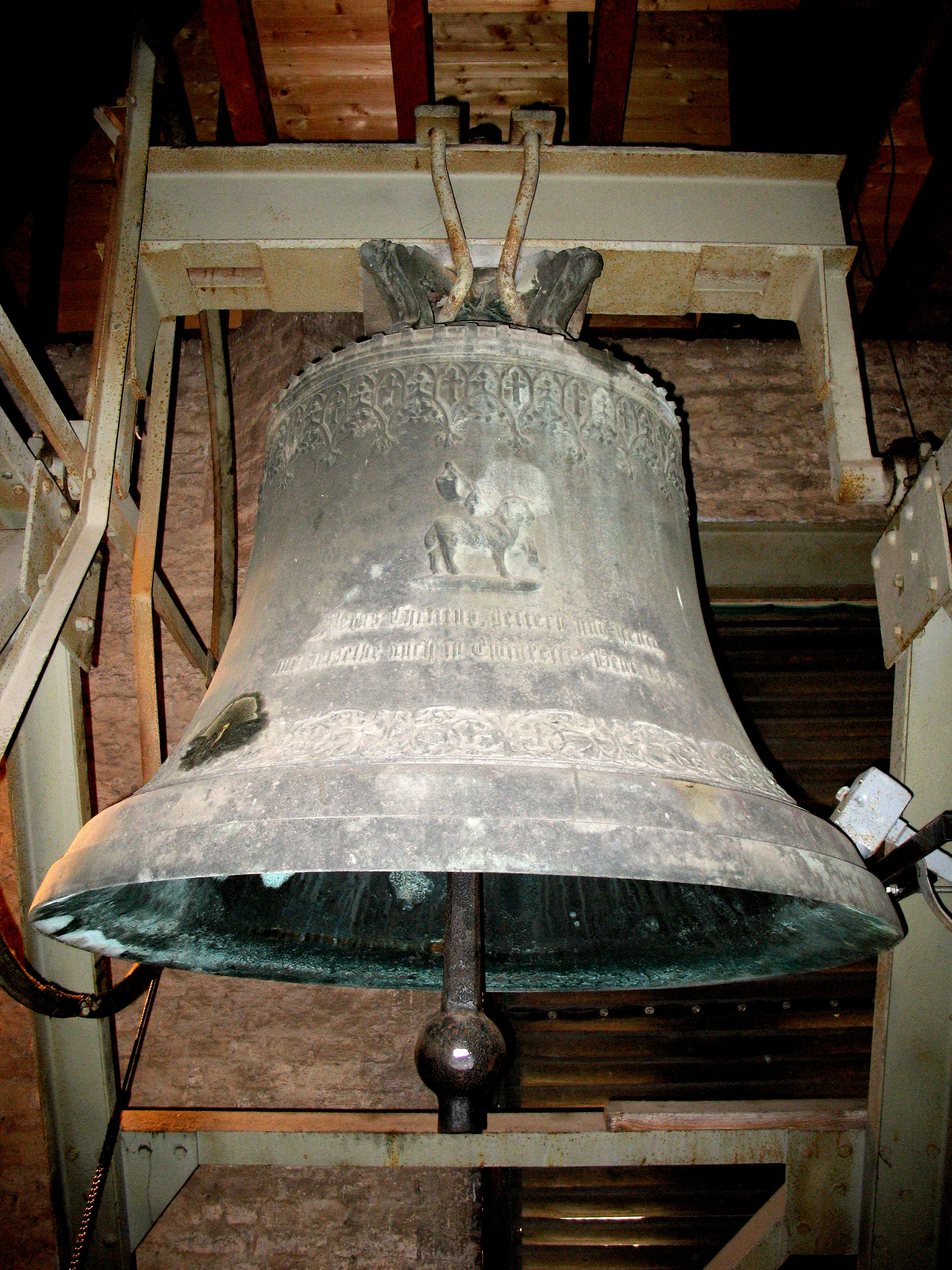
Mittlere Glocke des alten Bronzegeläuts in der Schlosskirche

Das erste Geläut in B-Dur erhielt die Petrikirche 1887. Von Leipzigs Glockengießerei G. A. Jauck wurden drei Kirchenglocken mit den Schlagtönen b0, d1 und f1 gegossen. Sie hatten ein Gesamtgewicht von 5570 Kilogramm. Damit verfügte die Kirche über eines der schwersten Geläute der Stadt.
Während des Zweiten Weltkriegs mussten zwei Bronzeglocken als sogenannte „Metallspende“ abgegeben werden. Entgegen dem Regelfall, die jeweils kleinste Glocke im Turm hängen zu lassen, blieb die mittlere Glocke zur weiteren Verwendung auf dem Kirchturm. Bei einem unteren Durchmesser von 1,39 Metern wiegt sie rund 1.600 Kilogramm und erklingt im Schlagton d1. Sie trägt die Inschrift: Jesus Christus, gestern und heute / und derselbe auch in Ewigkeit. Hebr. 13.8.
Wie es für Jauck-Glocken relativ typisch war, hatten die Bronzeglocken verzierte Vier-Henkel-Kronen. An der Schulter befindet sich ein umlaufender zinnenartiger Fries, worunter sich vier schmale Stege anschließen. Der unterste Steg berührt die Oberseite des darunterliegenden neogotischen Frieses aus kleinen Spitzbögen, die Maßwerknasen zeigen. Jedes zweite Bogenfeld wird durch ein lateinisches Kreuz mit sich verbreiternden Zuspitzungen an den Balkenenden ausgefüllt. Ein weiteres Band größerer Spitzbögen, die kreuzblumenartig in die jeweils darüber befindlichen kleineren Spitzbögen der nicht mit dem Kreuz ausgefüllten Bogenfelder hineinreichen, befinden sich darunter. Maßwerkformen füllen ebenso die großen Spitzbögen, deren Bogenlager konsolenartig in Blattform auslaufen. Die Flanke ziert das Relief des Lammes Gottes (Agnus Dei).

#### Zweites Geläut
Das Ausmaß der Zerstörung der Lukaskirche (am Josephinenplatz) und die politischen Umstände der Nachkriegszeit ließen einen Wiederaufbau der Kirchenruine nicht zu. Neben verschiedenen erhaltenen Gegenständen übernahm die Petrigemeinde auch das dreistimmige Geläut der Lukaskirche. Die drei Stahlglocken waren in der Kunst- und Glockengießerei Lauchhammer in den Schlagtönen c1, es1 und ges1 gegossen worden. In diesem Zusammenhang wurde die in der Petrikirche verbliebene Bronzeglocke von G. A. Jauck an die Schlosskirche  übergeben.

## Geistliche der Kirchgemeinde
Die Internetseite pfarrerbuch.de listet für diese Kirche die 1. Stellen (Pfarrer), 2. Stellen (Diakon), 3. Stellen (2. Diakon), 4. Stellen (3. Diakon) und 5. Stellen (4. Diakon) auf.
Pfarrer
- 1875: Johann *Gottlob Gutzschebauch
- 1887: Adolf Ludwig Frommhold
- 1900: *Traugott Johann Karl Renard
- 1924: Horst *Helmut Grumbt
- 1926: Theodor *Johannes Reil
- 1932: Bruno Georg *Johannes Wagner
- 1957: *Ernst Theodor Günther[8]